# 츠리타 쿠니코
츠리타 쿠니코(일본어: 釣田邦子 쓰리타 구니코[*], 1947년 10월 25일~ 1985년 6월 14일)는 일본의 여성 만화가다. 가제키 마유(일본어: 風木繭),:437 하자마 구니코(일본어: はざまくに子):431 등의 필명도 사용했다.
1947년 효고현 타카사고정 도구쵸:429(현재의 타카사고시)에서 태어났다. 중학교 시절부터 미즈키 시게루, 시라토 산페이, 히라타 히로시, 사이토 타카오 등의 만화에 친숙해졌고 스스로 창작활동을 시작했다.:429 타카사고중, 타카사고고를 진학했고, 이 무렵부터 이미 『소녀 프렌드』 등에 원고를 투고하고 있었다.:430 1965년, 청림당에서 신인발굴지를 표방한 『월간만화 가로』를 창간하자 「사람들의 매장 / 신들의 이야기」를 투고해서 게재되었다.:430 이듬해 고등학교를 졸업하고 상경했다.
상경한 뒤 청림당 외에도 강담사, 와카키서방 등에도 하자마 쿠니코 명의로 소녀만화를 그렸다. 그러나 점차로 소녀만화를 그리는 것에 고통을 느끼게 되었고, 1967년경부터 그런 작풍을 전혀 그리지 않게 되었다.:433 1968년에는 미즈키 시게루의 어시스턴트가 되었지만, 약 한 달 만에 그만두었다.:434 이 무렵부터 창작 페이스가 떨어지고 있었다.
1972년 결혼해서 교토로 이사했다.:436 그 이듬해부터 건강이 나빠지더니, 불치병인 전신 홍반성 루푸스 진단을 받았다.:436 병세가 계속 악화되었기에 이 시기의 작품 발표 수는 매우 적다. 
1979년 청림당에서 작품집이 간행되었다. 같은 해, 병실에서 『플라이트』를 완성해 『영 점프』 창간 기념 청년만화대상에 카제키 마유 명의로 응모, 가작이 되었다.:437 그 뒤로 『가로』에도 작품 발표를 계속했지만, 1981년 10월호의 「귀로」를 끝으로 작품 발표가 끊겼다. 1985년 6월 14일 입원한 병원에서 요절했다. 향년 37세.:438

## 작품 목록
작품집
- 『가로 증간: 츠리타 쿠니코 특집호』(청림당, 1970년 12월)
- 『로쿠노미야 히메코의 비극』(청림당, 1979년 3월)
- 『북두칠성과 바다뱀』(청림당, 1988년 12월)
- 『저편으로: 츠리타 쿠니코 미발표 작품집』(청림공예사, 2001년 6월)
- 『플라이트: 츠리타 쿠니코 작품집』(청림공예사, 2010년 7월)

이외 미발표 작품 다수.